# Renger van der Zande
Renger van der Zande (Dodewaard, 16 februari 1986) is een Nederlands autocoureur, tweemalig winnaar van de 24 uur van Daytona.

## Loopbaan
In de periode van 1999 tot 2004 was Van der Zande een internationale karter. De langste periode reed hij voor het internationale kartteam CRG Holland. Een achtste plaats bij het Europees kampioenschap ICA en een vijfde plaats bij het wereldkampioenschap Formule A waren onder andere zijn resultaten. In 2004 startte hij, 17 jaar oud, tevens in de autosport. In 2004 en 2005 reed Van der Zande voor Van Amersfoort Racing in de Formule Renault 2.0. In 2005 wist hij het Nederlands Formule Renault 2.0-kampioenschap te winnen met vier overwinningen, vier polepositions en acht podiumplaatsen. In de Duitse competitie reed Van der Zande een select aantal wedstrijden van de FR2.0 en behaalde hij een vijfde plaats met vier overwinningen. Hij won de F. Renaultwedstrijd tijdens de Marlboro Masters op Circuit Park Zandvoort. Hij reed dat jaar een recordaantal polepositions, podiumplaatsen en overwinningen.
Vanaf het abrupte afscheid van Jos Verstappen van het Nederlandse A1GP Team in oktober 2006 was hij reserverijder naast Jeroen Bleekemolen. In Sjanghai werd hij als invaller indrukwekkend vierde. Van de meer dan 50 rookies in de A1GP-staat was hij daardoor vijfde in de rookierangorde. De A1GP bestaat inmiddels niet meer.
In 2006 reed Van der Zande een debuutjaar in de Duitse Formule 3. Hij eindigde op de vierde plaats in het kampioenschap. In 2007 reed Van der Zande in de F3 Euroseries, waar hij een derde en een eerste plaats wist te veroveren in de Italiaanse ronde in Mugello, en als afsluiter van het seizoen in Hockenheim won hij. Hij reed in 2008 opnieuw in de F3 Euroseries voor het Prema Powerteam. Van der Zande kreeg voor het jaar 2008 officieel de ondersteuning van Mercedes Benz als een van de twee Mercedes Junior-rijders in de F3. Hij werd gedurende het jaar ingezet als DTM-testrijder.
Van der Zande finishte in 2008 op een vierde plek in de Euroseries F3.
In 2009 wist Van der Zande een contract te bemachtigen bij het Britse F3-topteam Hitech Racing. Hij miste zowel het eerste als laatste raceweekend maar finishte alsnog op een derde plek in het kampioenschap.
In 2010 reed Van der Zande in de GP3 Series. Dit was het eerste jaar dat de Series actief was. Het team van Mücke Motorsport kreeg de auto's niet goed op orde en voornamelijk de turbomotoren gaven veel problemen. Slechts één podiumfinish was het resultaat.
In 2011 werd Van der Zande, na een shoot-outtest in Estoril voor Mercedes-Benz, uitgekozen om te komen strijden in het DTM-kampioenschap, het prestigieuze Duitse toerwagenkampioenschap tussen Mercedes en Audi. Tijdens het evenement in München wist Van der Zande twee keer op het podium te komen en tijdens het raceweekend van Valencia kwalificeerde hij zich op de derde plek.
In 2012 reed Van der Zande weinig races. Een wedstrijd in Spa tijdens het World Endurance-kampioenschap LMP2 voor Lotus, en twee wedstrijden Porsche Supercup. Na een serieuze inzet in de autosport als coureur was 2012 een jaar waarbij Van der Zande de meeste tijd aan de zijlijn stond. Er was tijd om ook een nieuwe vorm van topsport te ontdekken en dit was het ondernemen. Het bedrijf ARX Motorsport Insurance werd opgericht, waar verzekeringen voor raceauto's werden aangeboden. De dekking van de verzekeraars werd gegeven bij Lloyd's of London en Van der Zande sprak zijn netwerk aan om de teams aan de juiste verzekeringsdekking te helpen voor hun raceauto's.
In 2013 ging Van der Zande terug naar de plek waar voor hem de racerij was begonnen: Venray. Door Harry Maessen is een ovalbaan neergezet in de Peel en met de snelle BRL-auto's werd er over deze oval van een mijl geracet. Van der Zande wist het kampioenschap in 2013 op zijn naam te schrijven over 16 races. Van der Zande werd ingezet tijdens het GT Open voor het team van Seyffarth Motorsport en werden er twee overwinningen en drie podiumplaatsen bij elkaar gereden in acht deelnamen.
Ook in 2013 werd er een race op Laguna Seca gereden tijdens het American Le Mans Series-kampioenschap. Oud-teamgenoot Mirco Schultis vroeg Van derZande om naar San Francisco af te reizen en met een tweede plek in de kwalificatie zette Van der Zande zijn eerste stap in de Amerikaanse racerij. Schultis en Van der Zande reden voor het team van Dragonspeed by Mishumotors en bereikten het podium op het snelle en gevaarlijke circuit van Mosport en één poleposition in de natte kwalificatie van Austin.
Op zondag 27 januari 2019 kwamen Van der Zande en zijn teamgenoten Jordan Taylor, Kamui Kobayashi en Fernando Alonso als eerste over de streep bij de 24 uur van Daytona, die vroegtijdig is beëindigd door weersomstandigheden.
In 2020 won Van der Zande met Ryan Briscoe, Scott Dixon en Kamui Kobayashi de 24 uur van Daytona.